# Memecylon octocostatum
Memecylon octocostatum är en tvåhjärtbladig växtart som beskrevs av Elmer Drew Merrill och Woon Young Chun. Memecylon octocostatum ingår i släktet Memecylon och familjen Melastomataceae. Inga underarter finns listade i Catalogue of Life.